# Поспішне узагальнення
Поспішне узага́льнення — логічна хиба, що її здійснюють, коли на основі лишень виняткових випадків виводять загальне правило що дійсне лишень для них. 
Наприклад, якщо на підставі спостережень за п'яницями роблять висновок про безумовну шкоду алкоголю та недопустимість його вільного продажу, або на підставі корисності опіатів як знеболювального для медичних цілей під наглядом лікаря робиться висновок про їхню корисність в загальному випадку та пропонується зробити їх загальнодоступними. 
Таке міркування є помилковим та є зразком хиби похапливого узагальнення.